# Търсие
Тъ̀рсие, още Търсе или Тъ̀рсия (местното произношение на името е с палатализиран с, затова се срещат и днес неправилните изписвания Тъ̀рсье и Тъ̀рсйе, на гръцки: Τρίβουνο, Тривуно, катаревуса: Τρίβουνον, Тривунон, до 1927 година Τύρσια, Тирсия), е село в Егейска Македония, Република Гърция, в дем Лерин (Флорина), област Западна Македония.

## География
Селото е разположено югозападно от демовия център Лерин (Флорина), в източните склонове на Нередската планина (Верно).

## История

### В Османската империя
В османските данъчни регистри от средата на XV век Търстие е споменато с 32 глави на семейства и трима неженени: Никола, Леко, Гин, Димитри, Петро, Атанас, Коста, Павел, Лиш, Самко, Кирос, Мирали, Бардо, Ковач, Гон, Андрия, Спиро, Тодор, Алекса, Бело, Гин, Дубник, Торник, Раде, Васил, Тодор, Андрия, Никола, Гин, Алекса, Мирче и Йорг, и две вдовици Мара и Мара. Общият приход за империята от селото е 2117 акчета.
В XIX век Търсие е голямо българско село в Леринска каза на Османската империя. Църквата „Свети Николай“ е от XIX век. В 1863 година в Търсие е открито първото българско училище в Леринско от светогорския монах Герасим.
Александър Синве ("Les Grecs de l’Empire Ottoman. Etude Statistique et Ethnographique"), който се основава на гръцки данни, в 1878 година пише, че в Терджия (Terdjia) живеят 900 гърци. В „Етнография на вилаетите Адрианопол, Монастир и Салоника“, издадена в Константинопол в 1878 година и отразяваща статистиката на населението от 1873 година, Търсия (Trsia) е показано като село в Костурска каза с 52 домакинства и 150 жители българи.
На 25 февруари (или 2 март) 1880 година владиката Иларион Костурски пристига в Търсие и нарежда на селяните да затворят училището и да изгонят българския учител. Селяните отказват и след няколко дни селото е подпалено вероятно от гръцкия андартски капитан Атанасиос Катарахия, като се спасяват само 60 къщи. Учителят, светогорски монах, наклеветен, че е комита, е арестуван и откаран в костурския затвор. Между 1896 и 1900 година селото преминава под върховенството на Българската екзархия.
Според статистиката на Васил Кънчов („Македония. Етнография и статистика“) в 1900 година Търсье има 960 жители българи християни.
На Етнографската карта на Битолския вилает на Картографския институт в София от 1901 година Търсие е чисто българско село в Леринската каза на Битолския санджак със 160 къщи.
Цялото село подпомага дейността на ВМОРО. Христо Силянов в „Писма и изповеди на един четник“ пише за Търсье:
| „ | То е високо планинско село, гранично съ Костурско. Селянитѣ сѫ бедни и отиват на печалба въ Гърция. Марко обича много това село, защото е едно отъ най-добре организиранитѣ и безспорно най-въорѫженото въ Леринско — брои около отъ 200 пушки, които търсяни сѫ купили въ Тесалия и донесли сами на гръбъ при невъобразими рискове и мѫки. Въ Търсье нѣма непокръстени хора, женитѣ и децата не сѫ по-малко предани и усърдни, отколкото мѫжетѣ, за това четницитѣ тамъ могатъ да се движат по улицитѣ и посрѣдъ бѣлъ денъ. | “ |

През май 1902 година в Търсие войска се натъква на нелегалния учител Геле, който е ранен, и изпуска чанта с архив, в който има списъци на въоръжените дейци на ВМОРО и номера на пушките им. За да ликвидира аферата в Търсие отива четата на Марко Лерински, която обаче е обградена в селото и след сражение на 19 май се измъква невредима. Войска от Лерин заема селото и залавя и изтезава 120 души начело с кмета Доне. Открити са 120 пушки, а 40 души от Търсие и Буф са съдени и много от тях осъдени. Българският търговски агент в Битоля пише на 1 юни 1902 година пише:
| „ | ...числото на арестуваните от с. Търсие възлиза на 117 (сто и седемнадесет) души. Първо гъркоманският свещеник, който тоже е арестуван, а след него и други селяни са изказали къде са били заровени пушките им и властта е намерила повече от стотина пушки „Гра“. До завчера от с Буф са били арестувани двадесет и двама (22) души и се търсили още други, а от село Арменско – двама. На 26 май бил арестуван в Лерин по същата афера и Стефан Чеков от с. Екши Су. От арестуваните от Лерин на 22 май Христо Памбукчията, след като бил разпитан, бил освободен още същия ден, а на 28 същаго били арестувани Мито Георгиев Локман и Ване Ханджията тоже от Лерин. | “ |

В началото на XX век цялото население на селото е под върховенството на Българската екзархия. По данни на секретаря на екзархията Димитър Мишев („La Macédoine et sa Population Chrétienne“) в 1905 година в Търсие (Tarsié) има 1280 българи екзархисти и функционира българско училище.
По време на Балканската война 2 души от Търсие се включват като доброволци в Македоно-одринското опълчение.
В 1915 година костурчанинът учител Георги Райков пише:
| „ | В същата посока по течението на реката на североизток от с. Горна Статица, на около един час нагоре всред едно хълмисто място близо до полите на Бигла планина, е разположено българското село Търсие с около 215 къщи. За духовен началник признаваха Българския Екзарх Йосиф I. Имаха си български църкви с български свещеници поп Стоян Лашко и поп Никола. Имаха си и свои от селото учители: калугера Герасим, първия български учител, когото старите попове се опитваха да удушат, но благодарение на Бога при запушуване на устатат му, ненадейно пристигнал в църквата един селянин и като заварил поповете да го душат, надал глас и се притекъл на помощ за избавление, дошли и други на помощ и тъй едвам избавили своя калугер и учител. Тези попове били подкупени от гръцкия владика. Вторият учител бил Геле войвода. По-забележителни от българските първенци били: Доне Казиов, Митре Зеленков, Вангел Терзията. Борбите в Македония с гърци и подкупени гъркомани били неописуемо тежки. | “ |

На етническата карта на Костурското братство в София от 1940 година, към 1912 година Търсие е обозначено като българско селище.

### В Гърция
През войната селото е окупирано от гръцки части и остава в Гърция след Междусъюзническата война. Боривое Милоевич пише в 1921 година („Южна Македония“), че Търсие (Трсје) има 100 къщи славяни християни.
| Име       | Име        | Ново име          | Ново име           | Описание                                      |
| --------- | ---------- | ----------------- | ------------------ | --------------------------------------------- |
| Голем рид | Γκολμερίτ  | Псиловуни         | Ψηλοβούνι          |                                               |
| Лопсец    | Λόπσετς    | Лапата            | Λάπατα             | връх във Вич на И от Търсие и на ССИ от Неред |
| Точилата  | Τοτσίλατα  | Странгистири      | Στραγγιστήρι       | гора във Вич на И от Търсие и на С от Неред   |
| Стойо     | Στόγεο     | Лабру Капулица    | Λάμπρου Καπουλίτσα | връх във Вич на И от Търсие и на СЗ от Неред  |
| Главието  | Γκλάβιετο  | Кефалари          | Κεφαλάρι           | връх във Вич на И от Търсие (1674,7 m)        |
| Черешата  | Τσερέβατα  | Георгиу Карацореу | Γ. Καρατσοραίου    | връх във Вич на ИСИ от Търсие                 |
| Крушенска | Κρουσένσκα | Ахладорема        | Άχλαδόρεμα         | река във Вич на З от Търсие                   |
| Кория     | Κόρια      | Дасотон           | Δασωτόν            |                                               |
| Лесковец  | Λόσκοβετς  | Фундукиес         | Φούντουκιές        | местност във Вич на ЮИ от Търсие              |

Преброявания
- 1940 – 629 жители
- 1951 – 99 жители
- 1961 – 98 жители
- 1971 – 66 жители
- 1981 – 117 жители
- 1991 – 2 жители
- 2001 – 5 жители
- 2011 – 0 жители

### Емиграция в Северна Америка
В началото на ХХ век е поставено начало на процеса на изселване на жителите на Търсие в Северна Америка. Според данни на българския търговски агент в Битоля Андрей Тошев към началото на 1904 година за Северна Америка са заминали 28 души.
През 1914 година жители на Търсие основават Българско икономическо взаимоспомагателно дружество „Отец Герасим“ в Торонто, Канада, чиято цел е подпомагането на преселените жители на селото при болест, злополуки и смърт. В началото на 20-те години преселникът от Търсие Наум Филипов притежава параходна агенция и съдейства на български имигранти при установяването им в Канада.
Търсиенци се настаняват и в Индиана, САЩ. След Първата световна война българската църковна община в Индианаполис се помещава в народен дом, подарен от Яне Кръстев от Търсие и Кр. Кузманов от Битоля.

## Личности
Родени в Търсие
- Андон Янев Пеев (1879 – след 1943), български революционер от ВМОРО
- Атанас Янев, български революционер от ВМОРО, четник на Христо Цветков[23]
- Борис Попов (1906 – 1994), български комунистически деец, интербригадист и дипломат
- Ване Пейов (1901 – 1949), гръцки комунист, войник на ДАГ, загинал в битката за Негуш[24]
- Геле Търсиянски (? – 1903), български революционер, по-късно андарт
- Герасим Калугера (1823/24 – 1889), български духовник и просветен деец
- Доне Гоце, българин, православен, арестуван преди април 1904 година, обвинен като „един от българските бунтовници, организирани с цел да го нарушат порадъка, ранил Яни Трайче от Търсие“, осъден от Извънредния съд на 5 години каторга, лежал в Битолския затвор, амнистиран с общата амнистия от 12 април 1904 година[25]
- Илия Саров (1870 – 1923), деец на ВМОРО, войвода на селската чета по време на Илинденско-Преображенското въстание[26]
- Ламбро Филев (? – 1903), деец на ВМОРО, загинал на 23 април 1902 година при обсадата на търсиянската чета в Търсие[27]
- поп Никола Попов (? – 1916), български свещеник и революционер
- Паско Ничов, български революционер и емигрантски деец
- Петър Саров (1881 – 1946), български революционер от ВМОРО, четник на Тане Николов,[28] емигрант в Торонто, Канада
- Петър Христов Попконстантинов (1872 – след 1943), български революционер
- Фоти Стоянов, деец на ВМОРО, войвода на четата от Търсие по време на Илинденско-Преображенското въстание[29][30]
- Христо Апостолов, войвода на ВМОРО
- Христо П. Дерлевски (Дервелски, Дърлевски, 1874 – ?), македоно-одрински опълченец, 1 рота на 6 охридска дружина[31]
- Христо Янев (1884 – ?), македоно-одрински опълченец, емигрант в Америка, Нестроева рота на 9 велешка дружина[32]

Починали в Търсие
- Кочо Цонков (1866 – 1906), български хайдутин и революционер